# 마쓰모토 다이스케
마쓰모토 다이스케(일본어: 松本 大輔, 1998년 9월 10일~)는 일본의 축구 선수이다.

## 구단 경력
그는 2021년 J1리그의 사간 도스에 입단했다. 2022년부터 2023년까지 J2리그의 츠바이겐 가나자와와 레노파 야마구치 FC에서 뛰었다. 2023년 8월 J2리그의 FC 마치다 젤비아로 이적했다. 2023년 J2리그 우승으로 J1리그로 승격했다. 2025년 J3리그의 츠바이겐 가나자와로 이적했다.